# Редька Фелікс Олегович
Фелікс Олегович Редька (більш відомий просто як Фелікс Редька; нар. 20 січня 1998 , Суми ) — український стендап-комік, гуморист. Відомий завдяки образу кандидата в мери Сум Анатолія Почечуна, подкасту «комік+історик», «Стендапу в бомбосховищі» та стендап-турам «Цирк на дроті», «Схід та Захід давно разом» (з коміком Тарасом Яремієм). Був учасником КВК, «Розсміши коміка», «Ліги сміху».

## Біографія

### Ранні роки
Фелікс Редька народився в сім'ї військовослужбовців 20 січня 1998 року в Сумах, Україна. Мати — радистка (нині — викладачка англійської мови), батько — військовослужбовець ЗСУ, учасник російсько-української війни. Має молодшого брата — Фадея.

### Кар'єра коміка
В 11 років потрапив у шкільну команду КВК, з цього почалася його кар'єра коміка. У 2016 році брав участь у «Лізі сміху» (команда «„С“ в кружечку», м. Кам'янське). У 2017 році взяв участь в шоу «Розсміши коміка», але програв. 
З 2014 року виступає з сольними стендап-концертами у різних містах України та за кордоном (наприклад, тур у Європі під назвою «Відкрий світ з Феліксом Редькою»). Теми стендапів різні — політика, родина, мовне питання, суспільство.
З 2020 по 2022 рр. знімав комедійні відео на Ютуб в образі кандидата в мери міста Суми Анатолія Почечуна, де висвітлював його роботу, зокрема — у передвиборчих перегонах на місцевих виборах у 2020 році. У такий спосіб комік хотів привернути увагу до проблеми корумпованості чиновників та їхньої байдужості до того, що хвилює громадян.
На 24-й день повномасштабного вторгнення виступив зі стендапом у бомбосховищі в Сумах разом із коміками Костянтином Яценком та Іллею Глущенком, відео «Стендап у бомбосховищі» (рос. «Стендап в бомбоубежище») набрало більш ніж 720 тисяч переглядів станом на серпень 2024 року. З 2022 року дає концерти виключно українською мовою.
У 2022 році Фелікс разом з іншим стендап-коміком із Новояворівська Тарасом Яремієм провели тур «Схід та Захід давно разом», поширюючи ідею того, що Україна єдина і не ділиться на Схід та Захід.

#### «комік плюс історик»
З 1 січня 2023 року разом з Євгеном Мурзою веде Ютуб-канал «комік плюс історик», де вони розглядають різні історичні події або періоди (наприклад, історія заборони української мови, історія Поділля, історія Голодомору тощо) та історичних постатей України (наприклад, Микола Кибальчич, Степан Бандера, Михайло Грушевський тощо).
7 липня 2024 року на каналі вийшов випуск із третім президентом України Віктором Ющенком під назвою «Ющенко: все про українців».
26 серпня 2024 року на каналі вийшло відео під назвою «історія міста Суджа». Випуск був відзнятий у краєзнавчому музеї в місті Суджа, Курська область.
У 2024 році стендапер провів тури «Відкрий світ з Феліксом Редькою» (благодійний закордонний тур Європою, всі гроші з туру пішли на потреби ЗСУ) та «Цирк на дроті» (тур містами України).

#### Співпраця з Дмитром Гордоном
У період пандемії комік почав співпрацювати з журналістом Дмитром Гордоном та розробив офіційний мерч для нього. Також є автором ідеї сайту інтернет-магазина з мерчем Гордона.

## Скандали та критика
У грудні 2022 року під час концерту у Львові пожартував стосовно мови та мовного питання:
|  | До 24 лютого більшість сумчан розмовляли російською. Нині ситуація змінюється, люди українізуються. Єдине прохання — не підганяйте. Тому що можете тільки уявити, наскільки це важко бовтатися в океані суржа, а в спину чути: «Скільки ще має впасти бомб, щоб ви перестали мандіть російською?». Хочеться так до людини підійти і в очі сказати: «Чотири. У нас все по графіку: ще чотири — і ми зав'язуєм». |

Після цього між коміком та залом почалася суперечка, під час якої обурені глядачі доводили, що розмовляти необхідно виключно українською, а комік закликав їх бути більш «терпимими». 
Стендапер неодноразово підіймав тему конфліктів між російськомовними та україномовними українцями, закликаючи не тиснути на тих, хто добровільно переходить із російської на українську мову спілкування в суспільстві та побуті.
Відома мовознавиця та мовна активістка Ірина Фаріон так відреагувала на цей стендап:
|  | І це з Сум приїздить жебрак, який як абсолютний неврастенік говорить про те, що ми маємо почекати і бути терплячими. Терплячі до зла тільки раби. І ось це втілення доконаного раба ми побачили перед собою. |

У відповідь на це в травні 2023 року комік приїхав на лекцію до мовознавиці, де жартівливо запитав, як перемогти в собі «доконаного раба». На це Ірина Фаріон порадила йому прочитати «Сад Гетсиманський» Івана Багряного (автор з Сумщини), що комік і зробив.
Після вбивства Ірини Фаріон комік випустив пост у себе в Інстаграмі, де зазначив наступне:
|  | Що зараз роблять наші «свідомі» українські інфлюенсери? Замість того, щоб кричати людям: «Ми вже пробиваємо дно, ми вбиваємо один одного на вулицях! Може досить хейту та розділення? Такий, не такий, малорос, бандерівець, російською говориш, українською говориш… Роздупліться, у нас спільний ворог!». Ні, ми краще напишемо: «Поки за українську вбивають, російську підтримують». |

## Особисте життя
У 2018 році, після двох років стосунків, Фелікс Редька одружився, дружину звати Олександра.